# إسحاق دوف بيركوفيتس
إسحاق دوف بيركوفيتس יצחק דב ברקוביץ (ولد في 16 أكتوبر 1885 – 29 مارس 1967) كاتب إسرائيلي ومترجم يديشي عبري.
حصل على جائزة إسرائيل في الأدب في عام 1958.

## حياته
ولد في سلوتسك في الإمبراطورية الروسية. وهاجر إلى فلسطين تحت الانتداب البريطاني في عام 1928.
نشر أول قصصه القصيرة بعنوان «في ليلة يوم كيبور» في وارسو في الصحيفة العبرية «هاتسوفي» في عام 1903. وانتقل في عام 1905 إلى فيلنا، حيث عمل محررا في صحيفة «هازمان». وهناك التقى ابنة شلومو أليخيم في عام 1906، والتي تزوجها فيما بعد.
في عام 1910 انشر أولى مجموعاته القصيرة، وبدأ يترجم أعمال شلومو أليخيم من اللغة اليديشية إلى العبرية. وبعد عامين ترجم كتاب «الطفولة» لليو تولستوي من اللغة الروسية إلى العبرية. وهاجر إلى الولايات المتحدة الأمريكية في عام 1913 قبل اندلاع الحرب العالمية الأولى.

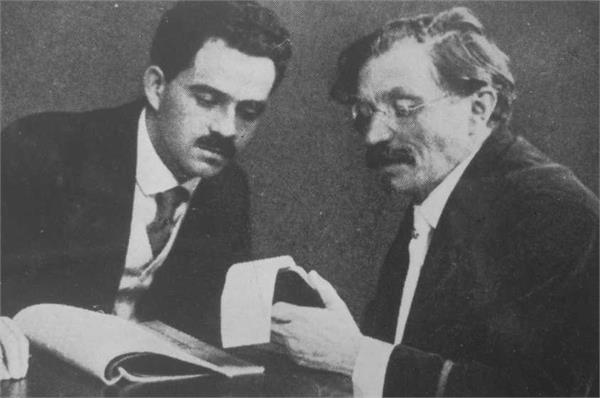
بيركوفيتس مع شلومو أليخيم

وبين عامي 1916 و1919 عمل محررا في جريدة «هاتورين» (الصاري) وهي نشرة أدبية صهيونية، وكذلك محررا في عام 1919 في صحيفة «ميكلات» (الملجأ) ذات العمر القصير.
وبعد الوصول إلى فلسطين تحت الانتداب البريطاني في عام 1928، شارك في تحرير الصحيفة الأسبوعية «موزناييم» مع فيشل لاخوفر. وقام أيضا بإعداد مسرحيات شلومو أليخيم لتنفيذها على مسرح هابيما.

## جوائز
- في عام 1944 حصل على جائزة تشيرنوخوفسكي للترجمة المثالية، لترجماته لأعمال شلومو أليخيم الكاملة.

- وحصل في عام 1952 على جائزة بياليك عن قصصه ومسرحياته.[6]

- وفي عام 1958 حصل على جائزة إسرائيل في الأدب.[7]

- وحصل على جائزة بياليك للمرة الثانية في عام 1956 عن كتابه «فصول الطفولة».  [6]